# Tre deckare
Tre deckare (Three Investigators, även Alfred Hitchcock och Tre deckare) var en serie ungdomsböcker som, vilket titeln antyder, handlar om tre detektiver, pojkarna Jupiter Jones, Peter Crenshaw och Bob Andrews, som bor i en småstad i Kalifornien, nära Los Angeles. I USA utgavs böckerna av Random House och i Sverige av B. Wahlströms ungdomsböcker.

## Historik
Serien skapades av Robert Arthur, som också skrev de första nio böckerna. Förutom av Arthur har de flesta böckerna skrivits av William Arden och M.V. Carey. Till skillnad från till exempel de böcker som skrevs av Stratemeyersyndikatet kom böckerna om Tre Deckare inte ut under något gemensamt författarnamn; det enda namn som stod på omslaget var Alfred Hitchcock, vilket har gjort att många felaktigt tror att det var han som skrev böckerna.
43 böcker utgavs mellan 1964 och 1987. 1989-1990 gavs ytterligare elva böcker ut, som Crimebusters. I dessa böcker är huvudpersonerna något äldre och har körkort. I de svenska utgåvorna av dessa böcker framgår det inte av titeln att de är en senare serie, utan deras titlar är också "Alfred Hitchcock och tre deckare löser...". 
Tre Deckare är väldigt populära i Tyskland och efter att serien lades ner har ytterligare cirka 5 böcker getts ut årligen i Tyskland, skrivna på tyska. De har också legat till grund för populära radiodramatiseringar, och ett par långfilmer som bygger på böckerna har gjorts.
I de första 30 böckerna förekommer Alfred Hitchcock som deckarnas vän och uppdragsgivare. Random House betalade Hitchcock för rättigheterna att använda hans namn, men han bidrog inte själv med något material till böckerna. Licensen upphörde i och med Hitchcocks död år 1980 och han förekommer inte i de senare böckerna. Vad de svenska utgåvorna dock beträffar, så kom tre böcker närmast efter Hitchcocks bortgång ut som enbart "Tre deckare löser..." - men sedan återgick man till "Alfred Hitchcock och Tre deckare löser...".
I de flesta svenska utgåvorna kan man se Alfred Hitchocks ansikte på omslaget (en blinkning åt Hitchcocks vana att framträda som statist i sina filmer).

## Lista över bokfigurer
- Jupiter "Juppe" (orig. Jupe) Jones - En knubbig och självsäker pojke som är väldigt smart och som brukar lösa fallen. Före detta barnstjärna i TV.
- Peter "Pete" Crenshaw - En stark och vältränad pojke, som gillar vardagliga mysterier och lätt blir nervös när det handlar om det övernaturliga...
- Robert "Bob" Andrews - En klent byggd pojke som extrajobbar på ett bibliotek och är bra på att forska i arkiv.
- "Skinny" Norris - En rikemansson som är något äldre än Tre Deckare och har körkort. Han är oftast elak mot deckarna och försöker sabotera för dem. I enstaka svenska översättningar kallad "Lillen", "Stören" eller "Stickan".
- Alfred Hitchcock - Är Tre Deckares vän och ofta arbetsgivare.
- Hector Sebastian - En deckarförfattare som blir Tre Deckares vän och arbetsgivare efter Alfred Hitchocks död.
- Titus Jones - Jupiters farbror som äger ett skrotupplag.
- Matilda Jones - Titus' barska och handlingskraftiga hustru, som tycker att Tre Deckare borde delta mer i arbetet på skrotupplaget. Jupiter blev adopterad av Titus och Matilda när hans föräldrar dog i en bilolycka.
- Hans & Konrad - Ett par stora och starka tyska tvillingbröder som arbetar på Jones' skrotfirma.
- Worthington - En brittisk chaufför på en hyrbilsfirma, som ofta kör Tre Deckare i en Rolls Royce.
- Kommissarie Reynolds - Polischef i småstaden Rocky Beach, (oftast) välvilligt inställd till Tre Deckare.

## Visitkort
Tre deckare har ett eget visitkort som ser ut så här:
```
                                                         TRE DECKARE 

                                                  >>Vi Behandlar Alla Fall<< 

                                                             ?  ?  ? 

                                                 Förste Detektiv – Jupiter Jones 

                                                Andre Detektiv – Peter Crenshaw 

                                               Arkiv och Forskning – Bob Andrews 
```

Frågetecknen på visitkortet är "firmans" symbol; de betyder inte att deckarna ifrågasätter sin egen förmåga (detta återkommer i de flesta av böckerna).

## Lista över böcker
| Svensk titel:                    | Svensk utgåva: | Originaltitel:                        | Original- utgåva: | Författare:                                |
| -------------------------------- | -------------- | ------------------------------------- | ----------------- | ------------------------------------------ |
| Skräckslottets gåta              | 1965           | The Secret of Terror Castle           | 1964              | Robert Arthur                              |
| Papegojans gåta                  | 1966           | The Mystery of the Stuttering Parrot  | 1964              | Robert Arthur                              |
| Viskande mumiens gåta            | 1967           | The Mystery of the Whispering Mummy   | 1965              | Robert Arthur                              |
| Gröna vålnadens gåta             | 1968           | The Mystery of the Green Ghost        | 1965              | Robert Arthur                              |
| Juvelgåtan                       | 1968           | The Mystery of the Vanishing Treasure | 1966              | Robert Arthur                              |
| Skelettöns gåta                  | 1969           | The Secret of Skeleton Island         | 1966              | Robert Arthur                              |
| Brinnande ögats gåta             | 1969           | The Mystery of the Fiery Eye          | 1967              | Robert Arthur                              |
| Spindelns gåta                   | 1970           | The Mystery of the Silver Spider      | 1967              | Robert Arthur                              |
| Vrålande klockans gåta           | 1970           | The Mystery of the Screaming Clock    | 1968              | Robert Arthur                              |
| Tjutande grottans gåta           | 1971           | Mystery of the Moaning Cave           | 1968              | William Arden (pseudonym för Dennis Lynds) |
| Talande dödskallens gåta         | 1971           | Mystery of the Talking skull          | 1969              | Robert Arthur                              |
| Skrattande skuggans gåta         | 1972           | The Mystery of the Laughing Shadow    | 1969              | William Arden                              |
| Enögda kattens gåta              | 1972           | The Secret of the Crooked Cat         | 1970              | William Arden                              |
| Hostande drakens gåta            | 1973           | The Mystery of the Coughing Dragon    | 1970              | Nick West                                  |
| Fräsande fotspårens gåta         | 1973           | The Mystery of the Flaming Footprints | 1971              | M.V. Carey                                 |
| Lurande lejonets gåta            | 1974           | The Mystery of the Nervous Lion       | 1971              | Nick West                                  |
| Sjungande ormens gåta            | 1974           | The Mystery of the Singing Serpent    | 1972              | M.V. Carey                                 |
| Kuslige konstnärens gåta         | 1975           | The Mystery of the Shrinking House    | 1972              | William Arden                              |
| Stirrande trädets gåta           | 1975           | The Secret of Phantom Lake            | 1973              | William Arden                              |
| Morrande monstrets gåta          | 1976           | The Mystery of Monster Mountain       | 1973              | M.V. Carey                                 |
| Skrikande spegelns gåta          | 1976           | The Secret of the Haunted Mirror      | 1974              | M.V. Carey                                 |
| Död mans gåta                    | 1988           | The Mystery of the Dead Man's Riddle  | 1974              | William Arden                              |
| Osynliga hundens gåta            | 1977           | The Mystery of the Invisible Dog      | 1975              | M.V. Carey                                 |
| Spökande gruvans gåta            | 1977           | The Mystery of Death Trap Mine        | 1976              | M.V. Carey                                 |
| Dansande djävulens gåta          | 1978           | The Mystery of The Dancing Devil      | 1976              | William Arden                              |
| Huvudlösa hästens gåta           | 1978           | The Mystery of the Headless Horse     | 1977              | William Arden                              |
| Magiska häxans gåta              | 1979           | The Mystery of the Magic Circle       | 1978              | M.V. Carey                                 |
| Drullige dubbelgångarens gåta    | 1980           | The Mystery of the Deadly Double      | 1978              | William Arden                              |
| Blodtörstige fågelskrämmans gåta | 1980           | The Mystery of the Sinister Scarecrow | 1979              | M.V. Carey                                 |
| Hotande hajens gåta              | 1981           | The Secret of Shark Reef              | 1979              | William Arden                              |
| Tigande tiggarens gåta           | 1982           | The Mystery of the Scar-Faced Beggar  | 1981              | M.V. Carey                                 |
| Brinnande bergens gåta           | 1982           | The Mystery of the Blazing Cliffs     | 1981              | M.V. Carey                                 |
| Blå piratens gåta                | 1983           | The Mystery of the Purple Pirate      | 1982              | William Arden                              |
| Grottmannens gåta                | 1983           | The Mystery of the Wandering Caveman  | 1982              | M.V. Carey                                 |
| Dresserade valens gåta           | 1984           | The Mystery of the Kidnapped Whale    | 1983              | Marc Brandel                               |
| Stulna skattens gåta             | 1984           | The Mystery of the Missing Mermaid    | 1983              | M.V. Carey                                 |
| Falska brevduvans gåta           | 1985           | The Mystery of the Two-Toed Pigeon    | 1984              | Marc Brandel                               |
| Krossade glasets gåta            | 1985           | The Mystery of the Smashing Glass     | 1984              | William Arden                              |
| Farliga förföljarens gåta        | 1986           | The Mystery of the Trail of Terror    | 1984              | M.V. Carey                                 |
| Skräckfilmens gåta               | 1986           | The Mystery of the Creep-Show Crooks  | 1985              | M.V. Carey                                 |
| Filmstudions gåta                | 1987           | The Mystery of the Rouges' Reunion    | 1985              | Marc Brandel                               |
| Spökskeppets gåta                | 1987           | The Mystery of Wreckers' Rock         | 1986              | William Arden                              |
| Motbjudande miljonärens gåta     | 1988           | The Mystery of The Cranky Collector   | 1987              | M.V. Carey                                 |

Crimebusters
| Svensk titel:                    | Svensk utgåva: | Originaltitel:    | Original- utgåva: | Författare:              |
| -------------------------------- | -------------- | ----------------- | ----------------- | ------------------------ |
| Slaktade bilarnas gåta           | 1989           | Hot Wheels        | 1989              | William Arden            |
| Giftfabrikens gåta               | 1989           | Murder To Go      | 1989              | Megan & William H. Stine |
| Dödsdalens gåta                  | 1990           | Rough Stuff       | 1989              | G.H Stone                |
| Silverskattens gåta              | 1990           | An Ear For Danger | 1989              | Marc Brandel             |
| Zombiens gåta                    | 1991           | Thriller Diller   | 1989              | Megan & William H. Stine |
| Skräckslagne skådespelarens gåta | 1991           | Foul Play         | 1990              | Peter Lerangis           |
| Datavirusets gåta                | 1992           | Fatal Error       | 1990              | G. H. Stone              |